# Nyctemera infumata
Nyctemera infumata är en fjärilsart som beskrevs av Charles Oberthür 1916. Nyctemera infumata ingår i släktet Nyctemera och familjen björnspinnare. Inga underarter finns listade i Catalogue of Life.